# Lulav

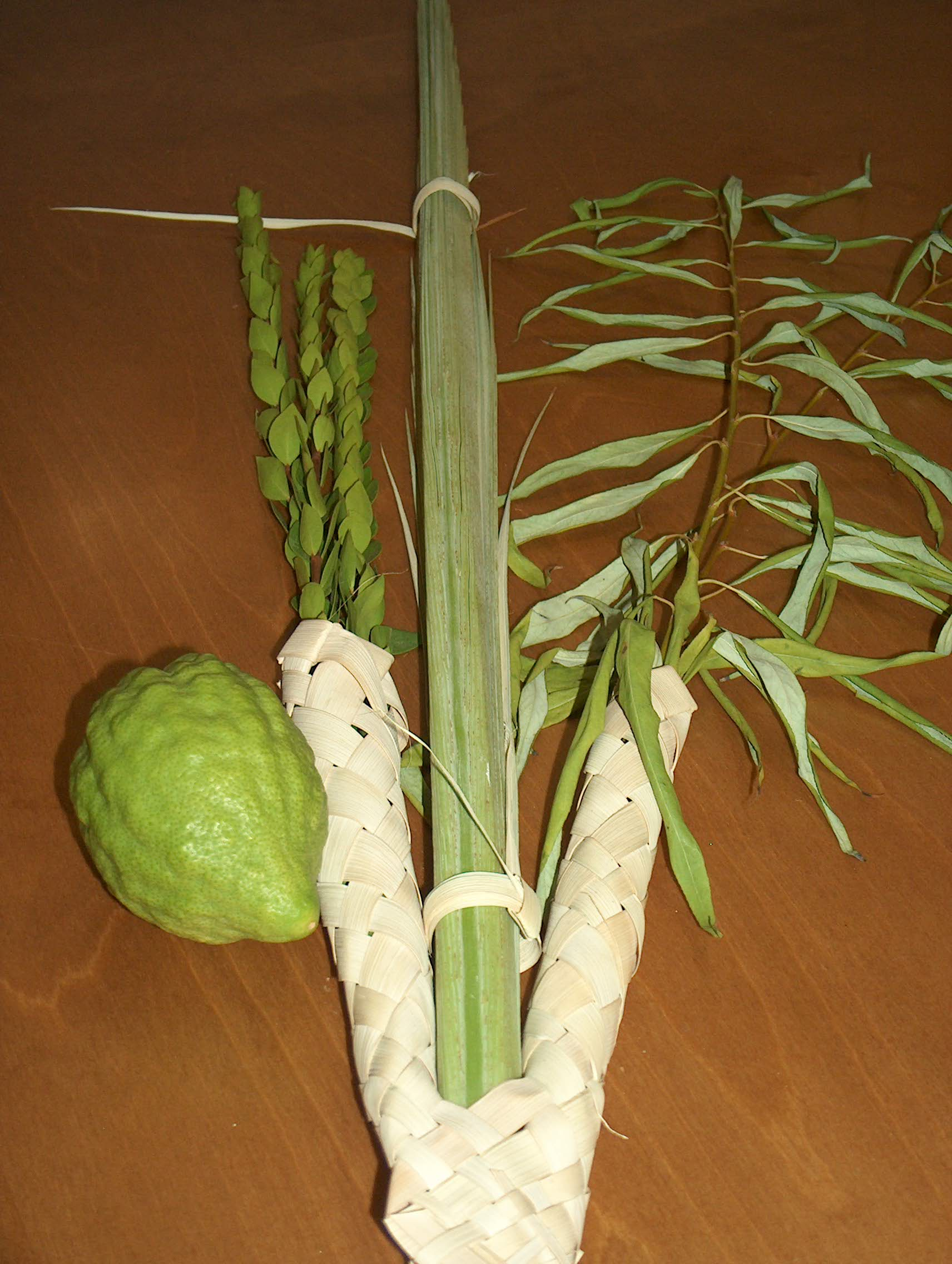
Cuatro Especies, con el lulav más largo en el medio.

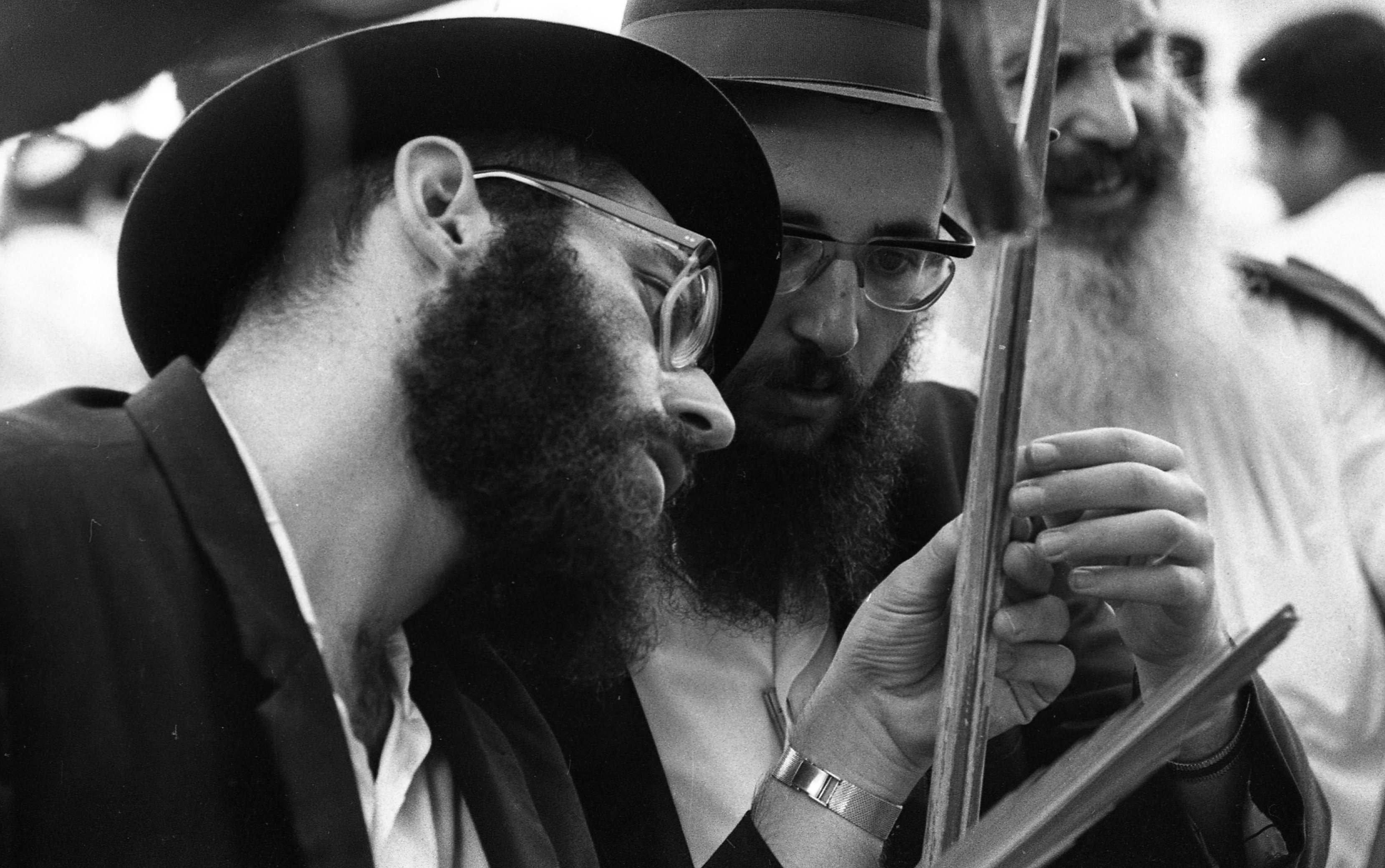
Verificando la calidad del lulav, Jerusalén 1969

Lulav (lu'lav]; en hebreo: לולב‎) es una fronda cerrada de la palmera datilera. Es una de las Cuatro Especies utilizadas durante la festividad judía de Sucot. Las otras especies son el hadass (mirto), aravah (sauce) y etrog (citron). Cuando se unen, el lulav, hadass y aravah se conocen comúnmente como "el lulav".

## Codificación en la Torá
La Torá menciona los mandamientos para obtener una lulav para la fiesta de Sucot una vez en Levítico:
Levítico 23:40
ולקחתם לכם ביום הראשון פרי עץ הדר כפת תמרים וענף עץ עבת וערבי נחל ושמחתם לפני ה׳ אלהיכם שבעת ימים
"Y os llevaréis el primer día fruto de buenos árboles, ramas de palmeras, y ramas de espesos árboles, y sauces del arroyo, y te alegrarás delante de Jehová tu Dios siete días".
En la Torá Oral, la Mishná comenta que el mandamiento bíblico de tomar el lulav, junto con las otras cuatro especies, es para los siete días de Sucot solo en y alrededor del Montedel Templo cuando el Templo Sagrado en Jerusalén existe, como lo indica el versículo como "en presencia de Hashem, tu Dios, durante siete días". En el resto de la Tierra de Israel, así como en la Diáspora, las cuatro especies tienen el mandato bíblico solo el primer día de Sucot. Después de la destrucción del Templo en el 70 d. C., el rabino Yohanan ben Zakai legisló una promulgación rabínica para tomar las cuatro especies durante los siete días completos de la festividad en todos los lugares como una conmemoración de lo que se hizo en el Templo.

### Comentaristas bíblicos judíos clásicos

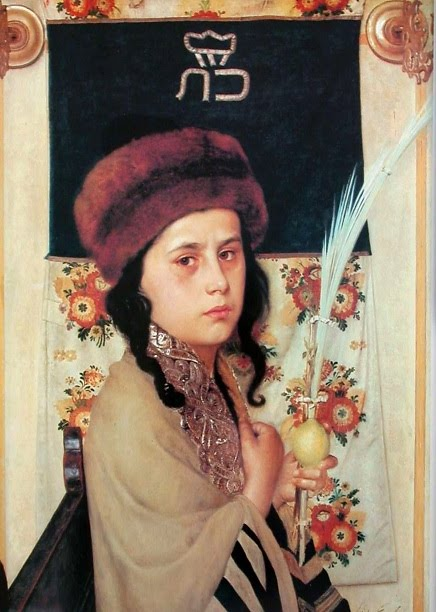
Isidor Kaufmann: niño con Lulav.

Al igual que con todos los versículos bíblicos, la ley judía deriva numerosos detalles y especificaciones relacionadas con los mandamientos al interpretar la manera en que las palabras se utilizan, deletrean y yuxtaponen en los versículos de la Torá. 
Rashi, el comentarista bíblico rabínico más importante, explica el verso pertinente en la Biblia basado en la erudición del Talmud. que se centra en la ortografía de las palabras en el verso que se refieren al lulav: kapot t'marim (כפת תמרים, "palmas [de] fechas"). La primera palabra se refiere a los tallos de fecha (los hilos en los que brotan las fechas) y se escribe en forma plural (kapót - כּפוֹת) en lugar de forma singular ( kaf - כף), para indicar que el mandamiento no debe tomar simplemente un sola hoja de toda la palma. Sin embargo, la palabra se escribe de manera deficiente, sin la letra vav, ya que la palabra plural normalmente contendría (כפת en lugar de כפות). Rashi aclara aún más basándose en la erudición del Talmud, que la letra vav que falta es para indicar que solo se tomará una sola palma. El Talmud también utiliza esta irregularidad ortográfica para sugerir, según la opinión del rabino Yehudah en nombre del rabino Tarfon, que el lulav debe estar atado si sus hojas se separan de la espina de la palma. Esta enseñanza se deriva de la similitud entre la ortografía de las palabras hebreas para "palma" y "encuadernación", que no sería una enseñanza viable si la palabra para palma se hubiera escrito en su forma estrictamente singular de kaf.
El Keli Yakar comenta que las palabras verso en Salmos 96:12 az yiraninu kol atzei ya'ar (אז ירננו כל עצי יער, "entonces todos los árboles del bosque cantarán de alegría"), no es solo una referencia al temblor de las cuatro especies, pero una pista para esta especificación bíblica: la palabra hebrea az (אז, "entonces") se compone de dos letras, un aleph (א), con un valor numérico de 1, y un zayin (ז), con un valor numérico de 7, insinuando que las cuatro especies deben tomarse 1 día fuera del área del Templo y siete días en el Templo.

## Regulaciones de lalulav
Un lulav, como con todos los artículos de mitzvá (los que se usan para cumplir con los requisitos bíblicos y rabínicos dentro del judaísmo), debe cumplir con ciertas especificaciones para ser kosher y permisible para cumplir el mandamiento de las cuatro especies. 
Idealmente, un lulav consiste en una fronda bien cerrada de la palmera datilera.

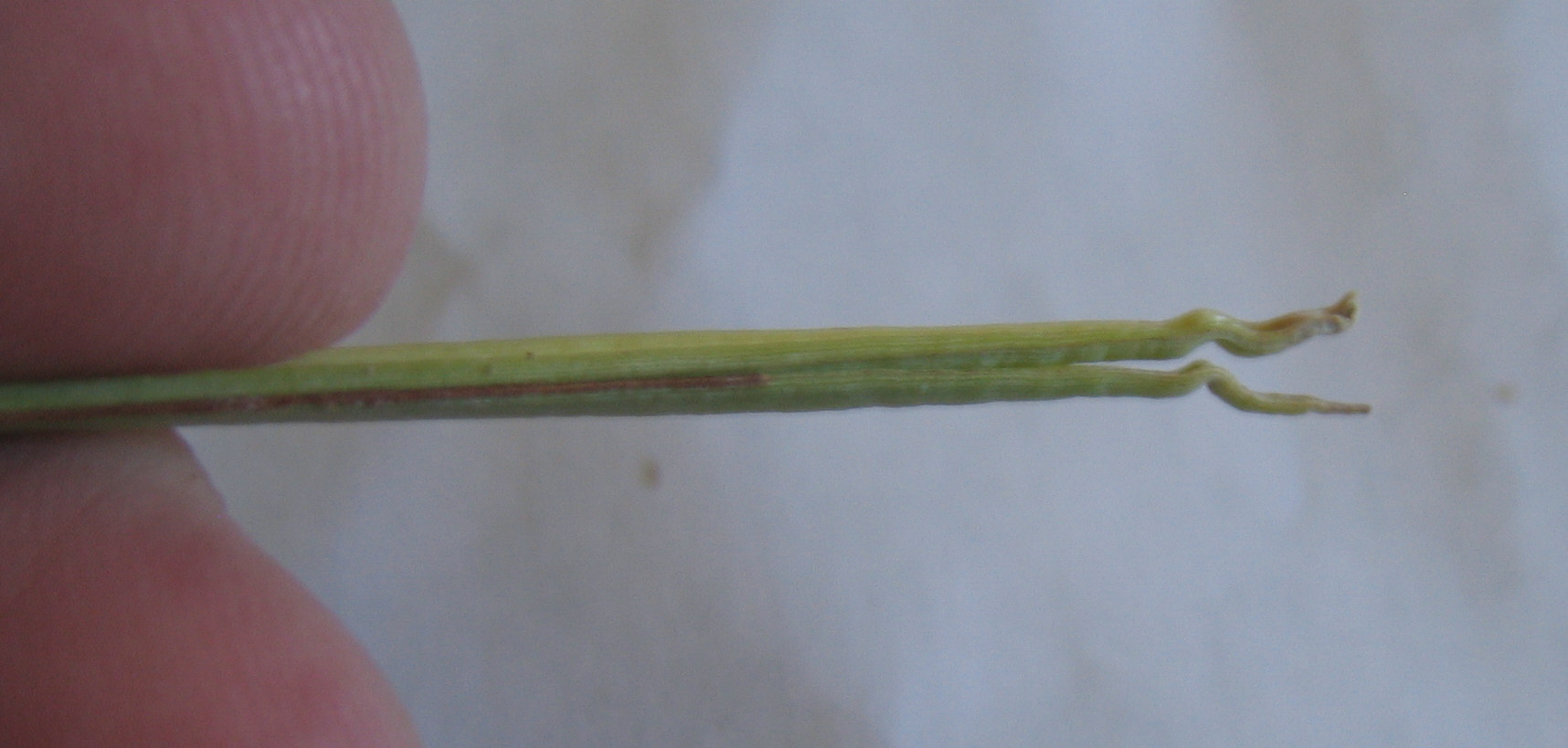
El tiyomet, u hoja media gemela del lulav, se muestra dividida.

Para calificar, el lulav debe ser recto, con hojas enteras que se encuentren muy juntas y no dobladas ni rotas en la parte superior. Las hojas gemelas más medias, que naturalmente crecen juntas y se conocen como el tiyomet (תיומת, "gemelo"), idealmente no deberían partirse en absoluto; sin embargo, el lulav permanece kosher siempre que las hojas intermedias gemelas no se dividan más de un ancho de mano, aproximadamente de 3 a 4 pulgadas. Esta regla se aplica el primer día de Sucot en la Tierra de Israel, y los primeros dos días en otro lugar. En Chol HaMoed, las descalificaciones derivadas del uso de un lulav con una hoja central dividida no se aplican.
El término lulav también se refiere al lulav en combinación con dos de las otras especies — la aravah y el hadass — que están unidas para realizar la mitzvá de agitar el lulav. Estas tres especies se sostienen en una mano mientras que el etrog se sostiene en la otra. El usuario junta sus manos y agita la especie en las cuatro direcciones, más arriba y abajo, para dar fe del dominio de Dios sobre toda la creación. Este ritual también simboliza una oración por una lluvia adecuada sobre toda la vegetación de la Tierra en el próximo año. (véase Cuatro Especies para la descripción completa y el simbolismo de la ceremonia de saludo.)
Aunque se ordena a los judíos que tomen a las cuatro especies juntas, la bendición ordenada rabínicamente menciona solo el lulav porque es la más grande y más evidente de las cuatro especies.
La referencia bíblica a las cuatro especies en Sucot se puede encontrar en Levítico Capítulo 23, versículo 40. El etrog se conoce como "fruta cítrica" (Etz Hadar), y el Lulav se conoce como "ramas de palma" (Kapot t'marim). 
Se dice que cada especie representa cabalísticamente un aspecto del cuerpo del usuario; el lulav representa la columna vertebral, el mirto los ojos, el sauce los labios y el etrog representa el corazón.